# Meerpet
Meerpet là một thị xã của quận Rangareddi thuộc bang Telangana, Ấn Độ.

## Nhân khẩu
Theo điều tra dân số năm 2001 của Ấn Độ, Meerpet có dân số 12.940 người. Phái nam chiếm 51% tổng số dân và phái nữ chiếm 49%. Meerpet có tỷ lệ 63% biết đọc biết viết, cao hơn tỷ lệ trung bình toàn quốc là 59,5%: tỷ lệ cho phái nam là 71%, và tỷ lệ cho phái nữ là 54%. Tại Meerpet, 12% dân số nhỏ hơn 6 tuổi.